# Wilfried Trott
Wilfried Trott (Wuppertal, 27 de julho de 1948) é um ex-ciclista alemão que representou a Alemanha Ocidental em duas edições dos Jogos Olímpicos (1972 e 1976).

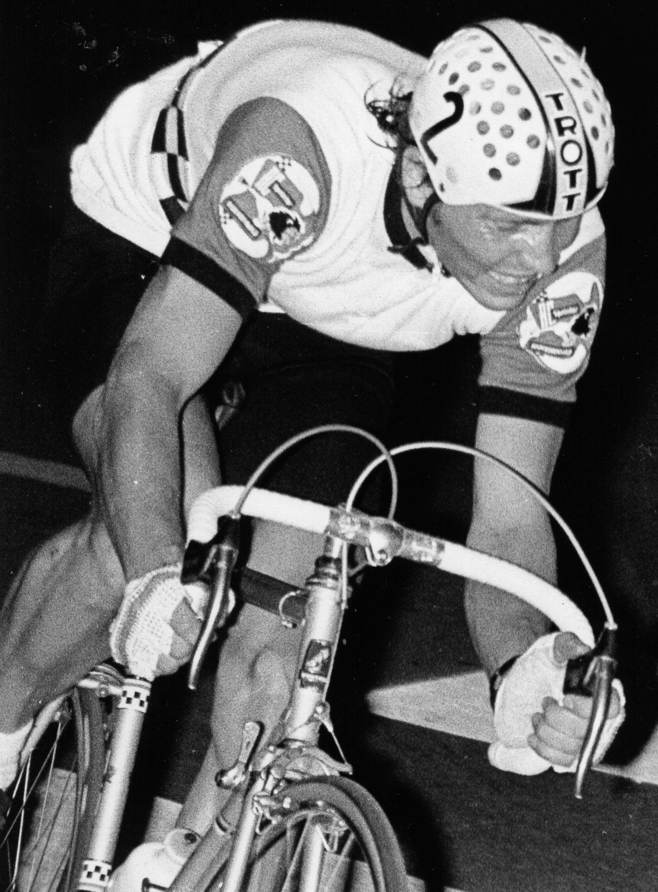
Wilfried Trott em 1976